# Монтекалво Версиђа
Монтекалво Версиђа (итал. Montecalvo Versiggia) је насеље у Италији у округу Павија, региону Ломбардија.
Према процени из 2011. у насељу је живело 555 становника. Насеље се налази на надморској висини од 357 м.

## Становништво
Према резултатима пописа становништва 2011. у општини је живело 561 становника.
| 1931. | 1936. | 1951. | 1961. | 1971. | 1981. | 1991. | 2001. | 2011. |
| ----- | ----- | ----- | ----- | ----- | ----- | ----- | ----- | ----- |
| 1.778 | 1.710 | 1.425 | 1.099 | 783   | 669   | 591   | 555   | 561   |